# Побегалов, Александр Михайлович
Алекса́ндр Миха́йлович Побега́лов (род. 8 апреля 1956, Ярославль) — российский футбольный тренер.

## Карьера
Воспитанник СДЮСШОР «Шинник» Ярославль. Карьеры профессионального игрока не имел. В 1980 году окончил с отличием смоленский институт физкультуры, после чего вернулся в Ярославль и работал тренером по футболу, где за 13 лет прошёл путь от детского тренера (в спортклубе судостроительного завода и — с 1985 года — в СДЮСШОР «Шинник») до главного тренера основной команды.
С 1992 года — тренер, с июля 2000 года по май 2004 года — главный тренер «Шинника». В 2001 году ярославский клуб под руководством Побегалова решил задачу по выходу в Премьер-лигу. В мае 2004 года после домашнего поражения в 1/2 финала Кубка России от «Терека» был отправлен в отставку.
Проходил тренерские стажировки в Англии, Испании и Италии. С 2005 по июль 2009 года занимал должность главного тренера «Урала», где трижды за этот период приводил команду к высоким местам в турнирной таблице первого дивизиона. Лучший тренер первого дивизиона 2006 года. В июле 2009 года решил не возвращаться к исполнению обязанностей главного тренера «Урала» после отпуска.
В августе 2009 года возглавил владивостокский клуб «Луч-Энергия», с которым подписал контракт до конца сезона. 15 января 2010 года возглавил нижегородскую «Волгу» и после серии поражений был уволен 5 мая 2010 года. 11 мая 2010 года вновь возглавил «Шинник». 6 июня 2011 года покинул клуб, написав заявление об уходе по собственному желанию. В конце 2011 года вновь возглавил «Урал». 5 апреля 2012 года был уволен после домашнего поражения от «Нижнего Новгорода» (0:2).
20 декабря 2012 года Побегалов во второй раз вернулся в «Шинник», подписав контракт на 2,5 года и дважды его продлевая. 24 сентября 2018 года подал в отставку, однако уже на следующий день был восстановлен. Этим событиям предшествовала серия из невыразительных матчей команды, а до этого прошла информация, что тренеру были даны три игры на исправление ситуации. 4 ноября 2018 года провёл 400-й матч на посту главного тренера ярославской команды — «Шинник» дома обыграл «Сибирь» — 2:1. 25 октября 2020 года, сразу после завершения матча 17-го тура Первенства ФНЛ с ивановским «Текстильщиком» (0:3), объявил об уходе из «Шинника». На тот момент команда находилась на последнем месте в турнирной таблице, набрав 10 очков.
С 20 июля 2023 года — спортивный координатор «Шинника». 17 декабря 2024 года вновь стал главным тренером «Шинника». 11 апреля 2025 года по состоянию здоровья покинул клуб.

## Статистика
| Команда     | Начало работы | Окончание работы | М   | В   | Н   | П   | П%     |
| ----------- | ------------- | ---------------- | --- | --- | --- | --- | ------ |
| Шинник      | 02.07.2000    | 12.05.2004       | 139 | 67  | 37  | 35  | 048,20 |
| Урал        | 12.07.2005    | 16.07.2009       | 179 | 93  | 45  | 41  | 051,96 |
| Луч-Энергия | 01.08.2009    | 22.11.2009       | 18  | 7   | 6   | 5   | 038,89 |
| Волга (НН)  | 15.01.2010    | 05.05.2010       | 8   | 2   | 3   | 3   | 025,00 |
| Шинник      | 11.05.2010    | 06.06.2011       | 45  | 18  | 13  | 14  | 040,00 |
| Урал        | 23.11.2011    | 05.04.2012       | 6   | 2   | 1   | 3   | 033,33 |
| Шинник      | 20.12.2012    | 25.10.2020       | 299 | 119 | 82  | 98  | 039,80 |
| Шинник      | 17.12.2024    | 11.04.2025       | 6   | 3   | 2   | 1   | 050,00 |
| Всего       | Всего         | Всего            | 700 | 311 | 189 | 200 | 044,43 |

(по состоянию на 11.04.2025, в матчах Кубка России учтено только основное время)
Трижды выходил в 1/2 финала Кубка России: в 2004 и 2018 году — с «Шинником», в 2008 — с «Уралом».

## Личная жизнь
Женат. Двое сыновей.
Перед заключительным матчем «Шинника» в сезоне 2015/16 в ФНЛ с «Балтикой» Побегалов пообещал, что в случае победы «Шинника» сделает себе татуировку. «Шинник» выиграл этот матч, а Побегалов сдержал обещание, сделав в тату-салоне на левом плече изображение овна с секирой и щитом, на котором изображена эмблема «Шинника».

## Награды
- Медаль «За труды во благо земли Ярославской»[27] II степени.